# Kh-38
Kh-38/Kh-38M (tiếng Nga: Х-38) là một dòng tên lửa không đối đất do Nga chế tạo để kế thừa dòng tên lửa Kh-25 và Kh-29.

## Thiết kế và phát triển

Hình vẽ Kh-38

Cấu hình cơ bản của Kh-38M đã được tiết lộ tại Triển lãm Hàng không Moskva (MAKS) năm 2007. Các nguyên mẫu đầu tiên trang bị cánh gấp và vây đuôi để thuận tiện trong việc vận chuyển. Tên lửa có nhiều loại đầu dò cho các biến thể khác nhau, và có thể trang bị nhiều loại đầu đạn như phân mảnh, đạn chùm, xuyên giáp. Nó có thể được phóng từ máy bay chiến đấu Sukhoi Su-34 và Sukhoi Su-57, cũng như được lên kế hoạch trang bị trên trực thăng Kamov Ka-52K. Lần bắn thử đầu tiên diễn ra vào năm 2010 từ một chiếc Su-34, việc sản xuất hàng loạt bắt đầu vào năm 2015.
Trong phiên bản ra mắt tại MAKS 2017, cả hai bề mặt điều khiển của Kh-38 đều được thay thế bằng bề mặt cố định dài và hẹp hơn - điều tương tự từng được áp dụng với tên lửa Aspide của công ty Selenia.

## Lịch sử hoạt động
Kh-38M được sử dụng lần đầu ở chiến trường Syria khi Nga can thiệp quân sự vào cuộc nội chiến, và sau đó là trong cuộc xâm lược Ukraina năm 2022.

## Biến thể
- Kh-38MA - dẫn đường bằng radar chủ động và quán tính[3]
- Kh-38MK - dẫn đường bằng vệ tinh và quán tính[3]
- Kh-38ML - dẫn đường bằng laser bán chủ động và quán tính[3]
- Kh-38MT - dẫn đường bằng tia hồng ngoại và quán tính[3]
- Kh-36 Grom-E1 - biến thể tên lửa hành trình chiến thuật AS-23/AGM với tầm bắn 120 km[6]
- Kh-36 Grom-E2 - bom lượn dẫn đường AS-23B/KAB với tầm hoạt động 50 km[7]

Cả hai phiên bản Grom đều có khối lượng 600 kg, được chế tạo dựa trên cơ sở tên lửa chiến thuật tầm ngắn Kh-38M nên Grom cũng có cấu trúc mô đun, đầu đạn và đầu dò với nhiều cơ chế dẫn đường khác nhau. Loại vũ khí này lần đầu tiên được nhìn thấy tại MAKS 2015, và dự kiến sẽ trang bị trên tất cả các loại máy bay tiêm kích, bao gồm cả MiG-35 và Su-57.